# Ellekrager
Ellekrager (Coraciidae) er en familie i ordenen skrigefugle (Coraciiformes).

## Klassifikation
- Familie Ellekrager Coraciidae
  - Slægt Coracias
    - Ellekrage Coracias garrulus
    - Sahelellekrage Coracias abyssinica
    - Lillabrystet ellekrage Coracias caudata
    - Spatelhalet ellekrage Coracias spatulata
    - Blåvinget ellekrage Coracias naevia
    - Blåkronet ellekrage Coracias benghalensis
    - Sulawesiellekrage Coracias temminckii
    - Hvidhovedet ellekrage Coracias cyanogaster

  - Slægt Eurystomus
    - Brednæbbet ellekrage Eurystomus glaucurus
    - Lille ellekrage Eurystomus gularis
    - Blå ellekrage Eurystomus azureus
    - Grøn ellekrage Eurystomus orientalis